# Sergio Trujillo Herrera
Sergio Alejandro Trujillo Herrera es un futbolista guatemalteco que se desempeña como mediocampista y su último club fue el Deportivo Zacapa. Ha militado en varios clubes guatemaltecos de Primera División y Liga Nacional, como lo son Deportivo Zacapa, CSD Municipal y Deportivo Achuapa.

## Trayectoria
Sergio Trujillo debutó en 2011 en la liga mayor del fútbol guatemalteco, tomaría su más alto rendimiento bajo las órdenes del profesor Tapia. Sergio jugó junto a Juan Valenzuela el torneo apertura 2011 y el clausura 2012, en el cual descienden con el Deportivo Zacapa, sin embargo el nivel destacado de estos jugadores fueron vistos por el sub entrenador escarlata Martin Plachot que no duda un solo segundo en recomendar ambos jugadores para las filas del club más grande del país.
Fue convocado al proceso de selección mayor, dirigida por el paraguayo Ever Hugo Almeida.

## Clubes
| Club                              | País      | Año                     |
| --------------------------------- | --------- | ----------------------- |
| Deportivo Zacapa                  | Guatemala | 2006 - 2012             |
| Club Social y Deportivo Municipal | Guatemala | 2012 - 2015 2017 - 2019 |

- Datos: Q6125662